# Bassin d'emploi
Pour les articles homonymes, voir Bassin.
 (avril 2012).
Un bassin d'emploi, ou zone d'emploi, est un espace géographique où la plupart de la population habite et travaille. Autrement dit, la plupart des habitants ne sortent pas de cette zone pour se rendre sur leur lieu de travail. C'est donc une figuration de l'aire d'influence des grands pôles d'emploi.

## En France
En France métropolitaine et dans les DOM, la terminologie de l'Insee (« zone d'emploi ») répond globalement à la même définition ; il s'agit d'un espace géographique où la plupart des actifs résident et travaillent, et dans lesquels les établissements peuvent trouver l’essentiel de la main d’œuvre nécessaire pour occuper les emplois offerts.
Ce découpage en zones d’emploi permet :
- une partition du territoire adaptée aux études locales portant notamment sur le marché du travail ;
- de définir des territoires pertinents pour les diagnostics territoriaux locaux ;
- de guider la délimitation de territoires pour une meilleure mise en œuvre des politiques territoriales (initiées par les pouvoirs publics ou les acteurs locaux).

Néanmoins, ce découpage n'est pas stable dans le temps, ce qui rend difficile la constitution de séries longues. Depuis le premier découpage en 1983,, qui comprenait 365 zones, deux redécoupages ont été réalisés, en 1994 et en 2011. Dans ce dernier, la France métropolitaine comprend 348 zones d'emploi. Il était recommandé qu'elles réunissent aux moins 25 000 actifs.
Le découpage actualisé intègre les flux de déplacement domicile-travail (migration pendulaire) des actifs (recensés en 2006).
La liste des communes est celle du Code officiel géographique (COG) au 01/01/2010.
Le zonage a été réalisé par la DARES, l'Insee et la DATAR, avec les administrations concernées.
Le précédent découpage en zones d'emploi respectait nécessairement les limites régionales, et souvent les limites cantonales, mais pas toujours départementales. Le nouveau découpage est moins strict et s'affranchit des limites régionales et cantonales. La zone d'emploi d'Alençon comprend ainsi des communes des Pays de la Loire et de Basse-Normandie.
Pour l'Insee, la notion de bassin d’emploi, souvent utilisée de manière générique pour définir l’aire d’influence d’un pôle économique particulier, correspond à un découpage plus fin que les zones d’emploi. Mais, parfois, un bassin d’emploi correspond exactement à une zone d’emploi.
Un bassin d'emploi correspond à l'ensemble de la population active d'une région ou d'une agglomération, caractérisée par son expérience, son niveau de formation, sa spécialisation, son état d'esprit, sa mobilité relative, et son coût.
Autant que les débouchés locaux, la concentration d'expertises sur une même aire géographique peut attirer les entreprises pour le développement d'activités industrielles et commerciales.

### Zonage de 2010
Selon la loi MAPTAM, les EPCI centres d'une zone d'emploi de plus de 400.000 habitants sont éligibles au statut de Métropole.
Voici la liste des 37 zones d'emploi de plus de 400 000 habitants.
|    | Zone d'emploi         | Population (2016) | Superficie Km² | Densité hab./km² | Nombre de communes | Région(s)                            | Population active | Population Unité urbaine | Population Aire urbaine |
| -- | --------------------- | ----------------- | -------------- | ---------------- | ------------------ | ------------------------------------ | ----------------- | ------------------------ | ----------------------- |
| 1  | Paris                 | 5 984 700         | 653            | 9 159            | 121                | Île-de-France                        | 4 020 355         | 10 733 971               | 12 568 755              |
| 2  | Lyon                  | 1 834 280         | 3 143          | 584              | 262                | Auvergne-Rhône-Alpes                 | 1 184 739         | 1 651 853                | 2 310 850               |
| 3  | Roissy - Sud Picardie | 1 734 690         | 3 242          | 535              | 393                | Île-de-France Hauts-de-France        | 1 117 426         | Paris                    | Paris                   |
| 3  | Roissy - Sud Picardie | 1 734 690         | 3 242          | 535              | 393                | Île-de-France Hauts-de-France        | 1 117 426         | Creil : 120 690          | Creil : 121 181         |
| 4  | Toulouse              | 1 484 898         | 8 750          | 170              | 716                | Occitanie                            | 979 140           | 957 750                  | 1 345 343               |
| 5  | Marseille - Aubagne   | 1 324 452         | 1 538          | 861              | 65                 | Provence-Alpes-Côte-d'Azur           | 824 709           | 1 587 537                | 1 756 296               |
| 6  | Bordeaux              | 1 307 607         | 6 648          | 197              | 408                | Nouvelle-Aquitaine                   | 855 210           | 916 569                  | 1 232 550               |
| 7  | Saclay                | 1 178 969         | 1 108          | 1 065            | 136                | Île-de-France                        | 759 041           | Paris                    | Paris                   |
| 8  | Nantes                | 1 090 770         | 4 870          | 224              | 151                | Pays de la Loire                     | 703 725           | 642 425                  | 961 521                 |
| 9  | Rouen                 | 836 542           | 4 288          | 195              | 473                | Normandie                            | 530 884           | 467 763                  | 665 249                 |
| 10 | Rennes                | 818 912           | 5 467          | 150              | 255                | Bretagne                             | 532 657           | 333 069                  | 727 357                 |
| 11 | Grenoble              | 814 643           | 5 626          | 145              | 351                | Auvergne-Rhône-Alpes                 | 517 948           | 509 860                  | 687 985                 |
| 12 | Lille                 | 806 407           | 661            | 1 220            | 99                 | Hauts-de-France                      | 540 763           | 1 041 389                | 1 187 820               |
| 13 | Montpellier           | 683 992           | 2 007          | 341              | 123                | Occitanie                            | 448 283           | 434 933                  | 607 896                 |
| 14 | Saint-Étienne         | 644 660           | 4 437          | 145              | 253                | Auvergne-Rhône-Alpes                 | 390 034           | 374 175                  | 519 834                 |
| 15 | Toulon                | 626 680           | 1 795          | 349              | 53                 | Provence-Alpes-Côte d'Azur           | 372 556           | 572 952                  | 626 504                 |
| 16 | Nice                  | 622 200           | 3 430          | 181              | 132                | Provence-Alpes-Côte d'Azur           | 376 881           | 943 583                  | 1 006 402               |
| 17 | Strasbourg            | 590 154           | 851            | 694              | 98                 | Grand Est                            | 391 328           | 465 069                  | 785 839                 |
| 18 | Créteil               | 571 434           | 580            | 986              | 54                 | Île-de-France                        | 369 597           | Paris                    | Paris                   |
| 19 | Tours                 | 543 560           | 4 503          | 121              | 208                | Centre-Val de Loire                  | 338 716           | 353 836                  | 494 453                 |
| 20 | Clermont-Ferrand      | 533 473           | 5 210          | 102              | 302                | Auvergne-Rhône-Alpes                 | 339 040           | 267 680                  | 482 472                 |
| 21 | Orly                  | 519 485           | 123            | 4 239            | 18                 | Île-de-France                        | 341 918           | Paris                    | Paris                   |
| 22 | Nancy                 | 515 418           | 3 429          | 150              | 395                | Grand Est                            | 336 021           | 285 777                  | 435 356                 |
| 23 | Metz                  | 510 631           | 3 005          | 170              | 378                | Grand Est                            | 330 001           | 286 510                  | 391 187                 |
| 24 | Avignon               | 506 624           | 2 395          | 212              | 112                | Provence-Alpes-Côte d'Azur Occitanie | 310 926           | 456 961                  | 529 190                 |
| 25 | Orléans               | 489 541           | 5 006          | 98               | 195                | Centre-Val de Loire                  | 306 913           | 278 952                  | 435 235                 |
| 26 | Caen                  | 482 397           | 2 959          | 163              | 325                | Normandie                            | 306 230           | 198 877                  | 419 974                 |
| 27 | Angers                | 472 712           | 3 367          | 140              | 96                 | Pays de la Loire                     | 296 836           | 226 322                  | 419 633                 |
| 28 | Brest                 | 458 020           | 2 312          | 198              | 120                | Bretagne                             | 288 304           | 200 920                  | 319 947                 |
| 29 | Dijon                 | 433 707           | 5 401          | 80               | 447                | Bourgogne-Franche-Comté              | 278 351           | 243 376                  | 385 400                 |
| 30 | Mulhouse              | 431 608           | 1 568          | 275              | 160                | Grand Est                            | 272 220           | 246 006                  | 285 121                 |
| 31 | Roubaix - Tourcoing   | 431 065           | 219            | 1 972            | 25                 | Hauts-de-France                      | 270 781           | Lille                    | Lille                   |
| 32 | Le Mans               | 423 485           | 3 679          | 115              | 226                | Pays de la Loire                     | 257 813           | 209 766                  | 347 397                 |
| 33 | Genevois français     | 419 804           | 2 057          | 204              | 168                | Auvergne-Rhône-Alpes                 | 276 349           | 180 236                  | 320 475                 |
| 34 | Cannes - Antibes      | 411 375           | 1000           | 411              | 40                 | Provence-Alpes-Côte d'Azur           | 245 628           | Nice                     | Nice                    |
| 35 | Aix-en-Provence       | 409 610           | 2 588          | 158              | 76                 | Provence-Alpes-Côte d'Azur           | 262 132           | Marseille                | Marseille               |
| 36 | Cergy                 | 406 215           | 643            | 631              | 86                 | Île-de-France                        | 268 443           | Paris                    | Paris                   |
| 37 | Le Havre              | 401 060           | 1377           | 291              | 167                | Normandie                            | 249 592           | 235 665                  | 289 134                 |
| 38 | Melun                 | 399 381           | 1 835          | 2018             | 140                | Île-de-France                        | 256 827           | Paris                    | Paris                   |

À noter que les zones d'emploi de Lens-Hénin et de Douai ne dépassent pas les 400 000 habitants mais sont incluses dans la même unité urbaine de Douai-Lens de plus de 500 000 habitants.
|  | Zone d'emploi | Population (2016) | Superficie Km² | Densité hab./km² | Nombre de communes | Région(s)       | Population active | Population Unité urbaine | Population Aire urbaine |
|  | ------------- | ----------------- | -------------- | ---------------- | ------------------ | --------------- | ----------------- | ------------------------ | ----------------------- |
|  | Lens - Hénin  | 363 330           | 318            | 1 142            | 45                 | Hauts-de-France | 228 267           | 503 575                  | 539 064                 |
|  | Douai         | 245 280           | 477            | 515              | 64                 | Hauts-de-France | 155 011           | 503 575                  | 539 064                 |